# 499
499 (CDXCIX) var ett normalår som började en fredag i den julianska kalendern.

## Händelser

### Mars
- 1 mars – Under en synod i Rom gör påven Symmachus Laurentius till biskop av Nuceria i Kampanien.

### Okänt datum
- Aryabhatiya, världens första bok i algebra, utkommer.
- Kavadh I avsätter sin bror Djamasp och återinsätter sig själv som kung av Persien.

## Födda
- Ly Thien Bao, vietnamesisk kejsare.

## Avlidna
- Xiaowen, reformistisk härskare av den kinesiska norra Weidynastin (född 467).